# Christoph Sumann
Christoph Sumann (Judenburg, 19 januari 1976) is een Oostenrijks biatleet en voormalig langlaufer. In het seizoen 2009/2010 kende hij het beste biatlonseizoen uit zijn carrière.
Christoph Sumann won in het seizoen 2009/2010 de wereldbeker 20 km individueel. In ditzelfde jaar werd hij derde in het 10 km sprint klassement. Daarbij werd hij tweede in het algemene klassement. Ook werd hij in het jaar 2006/2007 tweede op het onderdeel 15 km massastart. Twee jaar daarna werd hij derde op dit onderdeel.
Tot 2001 was Sumann actief als langlaufer. Hij behaalde twee keer in zijn carrière een vierde plaats in een wereldbekerwedstrijd. Hij nam ook deel aan twee wereldkampioenschappen.

## Belangrijkste resultaten biatlon

### Wereldkampioenschappen
| Jaar | Plaats                   | Resultaten |
| ---- | ------------------------ | --- |
| 2001 | Pokljuka Slovenië        | 12e 10 km sprint 24e 12,5 km achtervolging 8e 4 x 7,5 km estafette                                            |
| 2003 | Chanty-Mansiejsk Rusland | 10e 20 km individueel 8e 10 km sprint 10e 12,5 km achtervolging 29e 15 km massastart 8e 4 x 7,5 km estafette  |
| 2004 | Oberhof Duitsland        | 66e 20 km individueel 53e 10 km sprint DNF 12,5 km achtervolging 9e 4 x 7,5 km estafette                      |
| 2005 | Hochfilzen Oostenrijk    | 42e 20 km individueel · 4 x 7,5 km estafette                                                                  |
| 2007 | Antholz                  | 11e 20 km individueel 30e 10 km sprint 15e 12,5 km achtervolging 7e 15 km massastart 6e 4 x 7,5 km estafette  |
| 2008 | Östersund Zweden         | 22e 20 km individueel 24e 10 km sprint 17e 12,5 km achtervolging 18e 15 km massastart 4e 4 x 7,5 km estafette |
| 2009 | Pyeongchang Zuid-Korea   | 17e 20 km individueel · DNF 10 km sprint · 15 km massastart · 4 x 7,5 km estafette                            |

### Olympische Winterspelen
| Jaar | Plaats         | Resultaten                                                                                                   |
| ---- | -------------- | --- |
| 2002 | Salt Lake City | 22e 20 km individueel DNF 10 km sprint 6e 4 x 7,5 km estafette                                               |
| 2006 | Turijn         | 15e 10 km sprint 7e 12,5 km achtervolging 9e 15 km massastart 17e 4 x 7,5 km estafette                       |
| 2010 | Vancouver      | 8e 20 km individueel · 12e 10 km sprint · 12,5 km achtervolging · 4e 15 km massastart · 4 x 7,5 km estafette |

### Wereldbeker
Eindklasseringen
| Seizoen   | Algemeen | Individueel | Sprint | Achtervolging | Massastart |
| --------- | -------- | ----------- | ------ | ------------- | ---------- |
| 2000/2001 | 58e      |             |        |               |            |
| 2001/2002 | 18e      |             |        |               |            |
| 2002/2003 | 15e      |             |        |               |            |
| 2003/2004 | 40e      |             |        |               |            |
| 2004/2005 | 47e      |             |        |               |            |
| 2005/2006 | 16e      |             |        |               |            |
| 2006/2007 | 9e       |             |        |               |            |
| 2007/2008 | 32e      |             |        |               |            |
| 2008/2009 | 6e       |             |        |               |            |
| 2009/2010 | 2e       |             |        |               |            |

Wereldbekerzeges
| Nr. | Datum      | Seizoen                       | Discipline    |
| --- | ---------- | ----------------------------- | ------------- |
| 1.  | 21/12/2001 | Wereldbeker biatlon 2001/2002 | sprint        |
| 2.  | 20/01/2007 | Wereldbeker biatlon 2006/2007 | achtervolging |
| 3.  | 21/01/2007 | Wereldbeker biatlon 2006/2007 | massastart    |
| 4.  | 11/01/2009 | Wereldbeker biatlon 2008/2009 | massastart    |
| 5.  | 17/12/2009 | Wereldbeker biatlon 2009/2010 | individueel   |

## Belangrijkste resultaten langlaufen

### Wereldkampioenschappen junioren
| Jaar | Plaats                 | Resultaten                                      |
| ---- | ---------------------- | ----------------------------------------------- |
| 1994 | Breitenwang Oostenrijk | 15e 10 km klassieke stijl                       |
| 1995 | Gällivare Zweden       | 30e 10 km klassieke stijl 18e 30 km vrije stijl |
| 1996 | Asiago Italië          | 34e 10 km klassieke stijl 7e 30 km vrije stijl  |

### Wereldkampioenschappen
| Jaar | Plaats              | Resultaten              |
| ---- | ------------------- | ----------------------- |
| 1997 | Trondheim Noorwegen | 34e 30 km vrije stijl   |
| 2001 | Lahti Finland       | 9e sprint (vrije stijl) |